# بورئاس‌سپر
بورئاس‌سپر (نام علمی: Boreaspis) نام یک سرده از رده استخوان‌زرهان است.